# Gocco
Gocco （ごっこ） は、Gocco株式会社、および同社が運営していたコミュニティ（SNS）。2010年6月に株式会社ビッグヒットに、その後2012年4月に株式会社サイトストックに事業譲渡された。さらにユーザに通告もなしに5月にサイトクリエイトに移行。

## 歴史
2004年12月1日にベータ版オープン。
サービス名の「Gocco」は、元々は「名刺交換ごっこ」というメタファーに由来する。Goccoサイト上でバーチャル名刺を各々が作成し、それを公開・交換することで、友達のネットワークを広げていこうという取り組みから始まったためである。
2006年3月 Gocco株式会社設立
2006年9月27日 正式公開
2006年12月19日 「Goccoブックス」提供開始
2009年2月17日をもって
- 動画投稿、閲覧サービスの終了。
- 90日以上、ログインのないブログやコメントの削除。
- 90日以上アクセスのないコミュニティの削除
- 足あと帳の書き込み最大保存数が最新50件。

と大幅に縮小。
2009年3月31日をもってドコモ・ソフトバンク公式メニューでのサービス提供を終了。
2010年6月1日にSNSサイトGocco.jpの運営は株式会社ビッグヒットに事業譲渡され、それに伴い利用規約が改定された（ただし内容に変更なし）。Gocco株式会社はCGMプランニング株式会社に社名変更。
2012年4月2日にSNSサイトGocco.jpの運営は株式会社サイトストックに事業譲渡それに伴い利用規約が改定された（ただし内容に変更なし）。
2012年8月31日をもってサービスが終了し、サイトも閉鎖されると予告されていた。
2012年9月5日に『多数の継続要望の声が上がっている』ことを受けて、サービス及びサイトの継続が発表された。
2013年4月 Goccoにて投稿された著作物を著者に無断で題名・著者名の変更、電子書籍化を行い、楽天kobo、Kindle、Kinoppyなどで販売していたとして問題となった。
2015年4月17日 過去のログをリードオンリーにして、サービスを終了。
2015年8月25日 完全サーバ停止。

## 参加方法
自由登録制を採用している。
EMA(社団法人モバイルコンテンツ審査・運営監視機構)認定外のため、携帯電話各社のフィルタリングサービス下ではアクセスできない。

## 機能
- Web名刺（プロフィール）
- 足あと
- 足あと帳
- 興味キーワードマッチング
- メール（サブアド）
- ブログ（＋静止画）
- コミュニティ（＋静止画）
- イベント共有
- アンケート
- フリーワード検索
- 絵文字3キャリア変換
- PC絵文字入力